# Eirenis mcmahoni
Eirenis mcmahoni är en ormart som beskrevs av Wall 1911. Eirenis mcmahoni ingår i släktet Eirenis och familjen snokar. Inga underarter finns listade i Catalogue of Life.
Taxonet godkänns inte av T. Populationen infogas där som synonym i Eirenis persicus.
Arten förekommer i södra Turkmenistan, östra Iran, södra Afghanistan och Pakistan (i de sistnämnda två staterna behöver fynden bekräftas). Denna orm lever enligt ett fåtal uppgifter i torra landskap med öppna skogar, buskskogar och glest fördelad växtlighet.
För beståndet är inga hot kända. IUCN kategoriserar arten globalt som livskraftig.